# Troy Dumais
Troy Dumais (n. 21 ianuarie 1980, Ventura, California, SUA) este un săritor în apă american, medaliat olimpic. A participat la 4 ediții ale Jocurilor Olimpice (2000, 2004, 2008, 2012) în care a câștigat o medalie de bronz.